# 瑪麗關77
《瑪麗關77》（英語：Mary Quant 77），原名《十二俏嬌娃》，是電視廣播有限公司一套在1977年製作並播出的香港電視連續劇。這套電視劇由甘國亮編導，10月2日開始播放，共有14集。本劇由於母帶被燒毀，影像已失傳。

## 概要
本劇集為一單元劇，講述12位當地香港的時代女性的故事。劇名本為英國時裝設計師及其時裝品牌瑪麗關（又譯“瑪莉・官”）的名字，表示12位女角都是社會上的時尚人士。

## 演員列表
本劇出演的演員詳列如下：
- 12位女角：
  1. 李琳琳
  2. 林建明
  3. 黃韻詩
  4. 苗金鳳
  5. 余安安
  6. 朱玲玲
  7. 繆騫人
  8. 高妙思
  9. 陳嘉儀
  10. 韓馬利
  11. 程可為
  12. 汪明荃
- 其他角色：
  - 卡迪遜
  - 胡美儀
  - 張國強
  - 周润发